# Ventura County Fusion
El Ventura County Fusion es un equipo de fútbol de los Estados Unidos que juega en la USL League Two, la cuarta liga de fútbol más importante del país.

## Historia
Fue fundado en el año 2006 en la ciudad de Ventura, California y es el primer equipo de fútbol del área de Ventura County, California.
Su primer partido oficial lo jugaron el 28 de abril del 2007 y fue una victoria 2-1 ante el Lancaster Rattlers en el inicio de la temporada 2007 de la USL Premier Development League (hoy en día USL League Two), temporada en la que el club terminaría en cuarto lugar, eliminado de los playoffs.
El 2009 fue una gran temporada para el Fusion, ya que lograron clasificar a los playoffs por primera vez en su historia, iniciando con un empate 0-0 ante el Bakersfield Brigade y terminando en tercer lugar de la división. En la primera ronda de playoffs eliminaron a LA Legends 2-1, en los cuartos de final eliminaron al Kitsap Pumas en Laredo, Texas y en las semifinales nacionales aplastaron al Bradenton Academics 6-1 para pelear por el título nacional ante el Chicago Fire Premier, ganando el título con marcador de 1-0, gol de Alfonso Motagalvan en tiempo de reposición.

## Palmarés
- USL Premier Development League: 1

2009
- USL PDL Western Conference: 1

2009
- USL PDL Southwest Division: 3

2010, 2012, 2014

## Partidos Importantes
| 15 de julio de 2014 | Ventura County Fusion                  | 3 - 1   | Rangers F.C. | Ventura College Sportsplex, Ventura, California |  |
|                     | Vale 42' · Arguetta 73' · LaGrassa 84' | Reporte | Mohsni 80'   |                                                 |  |

## Estadios
- Bulldog Stadium en Buena High School; Ventura, California (2007–2010)
- Panther Stadium en Newbury Park High School; Thousand Oaks, California, 2 games (2007–2008)
- Ventura College Sportsflex; Ventura, California (2009, 2011–)

## Entrenadores
- Graham Smith (2007–2009)
- Ole Mikkelsen (2010–2012)
- Rudy Ybarra (2013–)

## Jugadores

### Jugadores destacados
| - Vardan Adzemian - Artur Aghasyan - Jack Avesyan - Jean Alexandre - Jaime Ambriz - Eric Avila - Diego Barrera - Ivan Becerra - Hagop Chirishian - Mark Draycott - Ali Habsi al Megrahi-Abdi | - Michael Enfield - Gabriel Farfan - Michael Farfan - Michael Ghebru - Manny Guzmán - Anthony Hamilton - J. J. Koval - Rodrigo López - Alfonso Motagalvan - Chance Myers | - Anton Peterlin - Nelson Pizarro - Dylan Riley - Brad Rusin - Jamie Scope - Willie Sims - Thomaz Santos - Marcus Watson - Brent Whitfield |